# →Pia-no-jaC←
→Pia-no-jaC←(피아노잭)은 일본의 남성 2인조 음악 그룹이다. 그룹명인 '피아노잭'은 앞으로부터 읽으면 '피아노'가 되며, 뒤로부터 읽으면 '카혼'이 된다는 특징이 있다.

## 구성원
- 하야토

피아노잭에서 피아노를 담당하고 있다. 피아노 자체는 12세까지 교육을 받았고, 중학교 입학 후에는 독학으로 익혔다. 1981년생이며, 본명은 다쓰나리 하야토(일본어: 立成 隼人)이다.
- 히로

피아노잭에서 카혼을 담당하고 있다. 고등학생 시절에는 드럼을 배웠고, 20살 이후로는 독학으로 카혼을 익혔다. 하야토와 같은 1981년생이며, 본명은 모리토미 다다히로(일본어: 森冨 正宏)이다.

## 장르
주 장르는 그들 스스로가 '하이브리드 인스트루멘탈'이라고 부르는 실험적인 장르인데, 이는 크로스오버의 일종으로, 기존의 서양 고전 음악을 강렬하고 빠른 비트로 재구성한 것을 말한다. 구성원 중 하야토는 피아노를 담당하고 있으며, 히로는 카혼을 담당하고 있어서, 여기서 그들의 그룹 이름도 유래했다.

## 주해
1. ↑  피아노잭의 멤버인 하야토와 히로는 자신들이 추구하는, 클래식을 현대적으로 재구성한 음악을 '하이브리드 인스트루멘탈'로 정의하였다.